# Pidonia gnathoides
Pidonia gnathoides är en skalbaggsart som först beskrevs av Leconte 1873.  Pidonia gnathoides ingår i släktet Pidonia och familjen långhorningar. Inga underarter finns listade i Catalogue of Life.